# Viton
Viton är en typ av syntetiskt gummi, mer specifikt en fluorplast utvecklad av DuPont som äger namnet Viton.
Viton tål exponering för de flesta rena kolväten bra men tar skada av aceton och andra ketoner samt av organiska syror.